# Der Brenner
Der Brenner fu una rivista di arte e cultura che, fondata dall'intellettuale austriaco Ludwig von Ficker nel 1910, divenne presto ben nota in tutto il mondo di lingua tedesca come un punto di riferimento per la letteratura d'avanguardia. La rivista continuò a uscire presso l'editore Brenner-Verlag di Innsbruck fino al 1954. Il nome della testata faceva riferimento al contempo al Passo del Brennero e al modello a cui Der Brenner si ispirava, la rivista Die Fackel di Karl Kraus (Die Fackel significa "la fiaccola", Der Brenner "il bruciatore" o "colui che brucia").

## Storia
La rivista, pubblicata a Innsbruck, nacque con lo scopo di sottrarre la regione del Tirolo a un percepito provincialismo culturale. L'obiettivo fu raggiunto, poiché se in un primo tempo gli autori che scrivevano per la testata erano, almeno in larga maggioranza, tirolesi (tra i più rilevanti Carl Dallago, Max von Esterle, Karl Röck e Arthur von Wallpach), ben presto sulle sue pagine comparirono le firme di autori provenienti da tutto il mondo germanofono (come Theodor Haecker, Karl Borromäus Heinrich e Else Lasker-Schüler). Kraus definì Der Brenner «l'unica rivista onesta dell'Austria e della Germania» («[die] einzige ehrliche Revue Österreichs und Deutschlands»).
Durante la prima fase della vita della rivista, coincidente con gli anni anteriori allo scoppio della prima guerra mondiale, scrisse per Der Brenner anche Georg Trakl, considerato «la più importante scoperta letteraria di Ficker». In questo periodo il bisettimanale diretto da Ficker era apprezzato per il suo impegno critico ed era all'avanguardia per la sua vicinanza alla poetica espressionista.
Poiché nei primi due anni di guerra Ficker aveva pronunciato sulle pagine della rivista un'aspra condanna del conflitto, le autorità vietarono la pubblicazione di Der Brenner, che dunque non uscì tra il 1915 e il 1919.
Nel 1919 Ludwig Wittgenstein, che prima della guerra aveva elargito una sostanziosa donazione a Ficker per favorire il suo lavoro editoriale, gli si rivolse per proporgli di pubblicare su Der Brenner il suo Tractatus logico-philosophicus. Ficker tuttavia, ritenendo che tale testo potesse tradursi in un passivo dal punto di vista economico, rifiutò.
Una seconda fase dell'attività editoriale di Der Brenner corrispose agli anni successivi alla Grande Guerra, quando, soprattutto dopo il 1926, esso si avvicinò molto a posizioni cristiane e cominciò a occuparsi in dettaglio di questioni teologiche più che letterarie, con autori come Ferdinand Ebner, il già citato Theodor Haecker e John Henry Kardinal Newman. Dopo la seconda guerra mondiale la rivista si rivolse ai temi escatologici, trattandoli in chiave sia saggistica che lirica. Nell'ultima fase della sua esistenza il periodico aveva assunto la cadenza annuale.